# Rundfunkjahr 2016
Liste der Rundfunkjahre

◄◄ | ◄ | 2012 | 2013 | 2014 | 2015 | Rundfunkjahr 2016 | 2017 | 2018 | 2019 | 2020 | ►

Weitere Ereignisse

## Allgemein
- 1. Januar: Erstmals können private UKW-Rundfunkveranstalter ihren Sendernetzbetreiber im bisherigen Monopolmarkt selbst auswählen.[1]
- 2. Januar: Aufgrund der Reform der öffentlich-rechtlichen Medien in Polen haben vier Direktoren von öffentlich-rechtlichen Sendern ihren Rücktritt erklärt. Offenbar wollten sie damit ihrer Entlassung zuvorkommen, da das neue Mediengesetz der Regierung Zugriff auf die Spitzenposten bei den Sendern ermöglicht.[2][3]
- 29. Januar: Der Stuttgarter Fernsehturm ist nach knapp drei Jahren wieder für die Öffentlichkeit zugänglich.
- 1. März: Manfred Krupp wird Intendant des Hessischen Rundfunks und folgt damit Helmut Reitze.
- 3. März: Die Deutsche Börse Group teilt mit, dass die ProSiebenSat.1 Media SE ab dem 21. März 2016 vom MDAX in den DAX aufsteigen wird.
- 3. März: Media Broadcast gehört jetzt zur freenet AG.
- 18. März: Das Bundesverwaltungsgericht in Deutschland hat den Rundfunkbeitrag für verfassungsgemäß erklärt.[4][5]

## Hörfunk
- Bis Oktober stellt AFN in Deutschland schrittweise den Sendebetrieb per Mittelwelle und auf vielen UKW-Frequenzen ein.[6]
- Die Entwicklung im Hörfunk war im Jahr 2016 vor allem gekennzeichnet durch die weiter gehende Digitalisierung der Ausstrahlung, einerseits durch den Ausbau von DAB+, andererseits durch das Vordringen von Musik-Streamingdiensten, z. B. erkennbar am Weggang von Olli Schulz und Jan Böhmermann von Radio Eins, die ihre wöchentliche Hörfunksendung Sanft & Sorgfältig aufgaben und seit dem 15. Mai stattdessen den Podcast Fest & Flauschig produzieren, der über Spotify abrufbar ist
- Der öffentlich-rechtliche Bulgarische Nationale Hörfunk (BNR) spielt wegen eines Streits um gestiegene Lizenzgebühren mit der Verwertungsgesellschaft seit Dezember ausschließlich Musikstücke von Interpreten, bei denen das Urheberrecht in Europa abgelaufen ist.[7]

## Fernsehen
- 1. Januar: Das 76. Neujahrskonzert der Wiener Philharmoniker wurde in über 90 Ländern der Welt ausgestrahlt, erstmals übertragen wurde es in Brasilien, Pakistan und Vietnam.[8]
- 13. Januar: Nach einem Jahr Pause wird der Deutsche Fernsehpreis 2016 im Rahmen eines Branchentreffens – ohne Fernsehausstrahlung – vergeben.
- 20. Januar: Die deutschen öffentlich-rechtlichen Sender Südwestrundfunk und Mitteldeutscher Rundfunk sind in die Kritik geraten, da sie für die Wahl-Fernsehduelle in ihren Sendegebieten Baden-Württemberg, Rheinland-Pfalz (beide SWR) und Sachsen-Anhalt (MDR) nur die in den jeweiligen Landtagen vertretenen Parteien eingeladen haben.[9][10]
- 27. Januar: Das ZDF beendet die Krimiserie Küstenwache.
- 6. Februar: Das ZDF überträgt die Preisverleihung Goldene Kamera 2016.
- 11. Februar: Das SR Fernsehen startet den Testbetrieb im HD-Format 720p über Astra 19,2 Grad Ost.
- 16. Februar: Der deutsch-französische Kulturkanal Arte strahlt anhand kürzlich entdeckter neuer Quellen in Form von Briefwechseln und Fotos unter dem Titel Die Geheimnisse von Papst Johannes Paul II. eine von der BBC produzierte Dokumentation über die Beziehung des 2005 verstorbenen Papstes zu der polnisch-amerikanischen Philosophieprofessorin Anna-Theresa Tymmieniecka (1923–2014) aus.[11]
- 22. Februar: TecTime TV ist über Satellit nur noch mit einem HbbTV-tauglichen Gerät und einer Verbindung mit dem Internet möglich, ohne diese Voraussetzungen sieht man lediglich ein Standbild mit einer Infotafel. Seit August wird TecTime wieder über Satellit ausgestrahlt.
- 1. März: ServusTV Österreich wird nur noch verschlüsselt ausgestrahlt.
- ab 17. März: In der NDR Sendung extra 3 wurde ein Song mit dem Titel „Erdowie, Erdowo, Erdogan“ ausgestrahlt, der sich satirisch mit der Politik des türkischen Staatspräsidenten Recep Tayyip Erdoğan befasst. Der deutsche Botschafter in der Türkei wurde wenige Tage später daraufhin ins Außenministerium in Ankara einbestellt. Als die Vorfälle bekannt wurden, trug der deutsche Satiriker und Moderator Jan Böhmermann in seiner ZDF-Sendung Neo Magazin Royale am 31. März ein Spottgedicht auf den türkischen Staatspräsidenten mit dem Titel Schmähkritik vor. Siehe: Böhmermann-Affäre
- 2. April: N24 Austria nimmt den Sendebetrieb über Astra 19,2° auf.
- 14. Mai: Finale vom Eurovision Song Contest 2016 in Stockholm, erstmals übertragen Fernsehsender in China (Hunan TV) und den Vereinigten Staaten (Logo TV) den Europäischen Liederwettbewerb live.
- 18. Mai: Die 6000. Folge von Gute Zeiten, schlechte Zeiten wird auf RTL ausgestrahlt.
- 31. Mai: Rechtzeitig vor der Fußball-Europameisterschaft 2016 und den Olympischen Sommerspielen wurde in einigen Metropolregionen in Deutschland mit der Übertragung vom hochauflösenden DVB-T2 HD begonnen.[12][13][14][15] Siehe auch DVB-T in Deutschland.
- 31. Mai: RTL II You ein Streaming- und On-Demand-Angebot des deutschen Fernsehsenders RTL II startet.
- 4. Juni: RTLplus ein Spartensender der RTL Group, der sich überwiegend an weibliche Zuschauer wendet, geht auf Sendung.
- 4. Juni: Der Timeshift-Ableger Toggo plus des Programmfensters Toggo des Kindersenders Super RTL geht auf Sendung.
- 9. Juni: Die Deutsche Fußball Liga hat die Übertragungsrechte für die vier Spielzeiten 2017/18 bis 2020/21 vergeben. Der Pay-TV-Sender Sky behält die Rechte an den Live-Spielen der Bundesliga am Samstag und Sonntag sowie der 2. Bundesliga. Die Freitagsspiele der Bundesliga werden künftig im Pay-TV-Bereich von Eurosport übertragen. Eurosport sicherte sich auch Pay-TV-Rechte an der Relegation und dem DFL-Supercup.[16][17]
- 16. Juni: Dagmar Berghoff verlas aus Anlass des 40. Jahrestages ihres ersten Auftretens in der Tagesschau noch einmal die Nachrichten im Rahmen der Sendung Tagesthemen.
- 28. Juli: In den deutschsprachigen Ländern startet Zee.One.
- 4. September: Der Digital-Kanal der ARD Einsfestival heißt jetzt One.
- 22. September: Sendestart von Kabel eins Doku.
- 25. September: Was vor gut 20 Jahren als Sommerlückenfüller begann, wurde nun nach 694 Sendungen Zimmer frei! mit Christine Westermann und Götz Alsmann eingestellt.
- 1. Oktober: Der bereits 2014 von der Ministerpräsidentenkonferenz beschlossene reine digitale Jugendkanals von ARD und ZDF ist online gegangen. Dafür wurden die Spartensender EinsPlus und ZDFkultur eingestellt.
- 13. November: Der 1000. Tatort wird ausgestrahlt und nimmt mit dem Titel Taxi nach Leipzig Bezug auf den allerersten Tatort von 1970.
- 20. November: Der Tigerenten Club feiert seine 1000. Sendung.
- 4. Dezember: Letzter Bodensee-Tatort mit Blum und Perlmann (Tatort: Wofür es sich zu leben lohnt)
- Am 17. Dezember hörte Jürgen Domian mit seiner gleichnamigen Talksendung Domian auf.

Folgende Serien sollten/wurden im Laufe des Jahres eingestellt:
- Mord in bester Gesellschaft
- Lafer! Lichter! Lecker!

## Gestorben
- 4. Januar: Klaus Arp (* 1950), deutscher Dirigent und Komponist, Chefdirigent des Rundfunkorchesters des Südwestfunks in Kaiserslautern von 1987 bis 1995, stirbt im Alter von 65 Jahren.
- 4. Januar: Maja Maranow (* 1961), deutsche Schauspielerin, unter anderem in den ZDF-Serien Ein starkes Team, Rivalen der Rennbahn, stirbt im Alter von 54 Jahren.
- 4. Januar: Achim Mentzel (* 1946), deutscher Musiker und Fernsehmoderator von Achims Hitparade (auf DFF von 1989 bis 1991 und ab 1992 bis 2006 beim MDR), stirbt im Alter von 69 Jahren.
- 15. Januar: Dan Haggerty (* 1941), US-amerikanischer Schauspieler (Der Mann in den Bergen, 1977–78), stirbt 74-jährig.
- 31. Januar: Terry Wogan (* 1938), irisch-britischer Hörfunk- u. Fernsehmoderator, stirbt 77-jährig.
- 31. Januar: Wolfgang Rademann (* 1934), deutscher Journalist und Fernsehproduzent, stirbt im Alter von 81 Jahren. Er gilt als Begründer erfolgreicher Fernsehserien wie Das Traumschiff sowie Die Schwarzwaldklinik, 2015 erhielt er den Bambi für sein Lebenswerk.
- 3. Februar: Joe Alaskey (* 1952), US-amerikanischer Synchronsprecher (vor allem der Looney-Tunes-Figuren Daffy Duck und Bugs Bunny), stirbt im Alter von 63 Jahren.
- 7. Februar: Roger Willemsen (* 1955), deutscher Fernsehmoderator und Autor, stirbt im Alter von 60 Jahren.
- 23. Februar: Peter Lustig (* 1937), deutscher Fernsehmoderator der ZDF-Kindersendung Löwenzahn (1981–2005), stirbt im Alter von 78 Jahren.
- 28. Februar: Frank Kelly (* 1938), irischer Schauspieler (bekannt aus der Comedyserie Father Ted), stirbt im Alter von 77 Jahren.
- 16. April: Josef "Joki" Kirschner (* 1931), österreichischer Fernsehmoderator (Tritsch Tratsch, 1979–1984), stirbt 84-jährig.
- 30. April: Uwe Friedrichsen (* 1934), deutscher Schauspieler und Synchronsprecher, stirbt im Alter von 81 Jahren.
- 19. Juni: Götz George (* 1938), deutscher Schauspieler, stirbt 77-jährig.
- 11. Juli: Peter Fröhlich (* 1938), österreichischer Schauspieler, stirbt 77-jährig.
- 11. Juli: Jana Thiel (* 1971), deutsche Sportjournalistin, stirbt 44-jährig.
- 12. Juli: Miriam Pielhau (* 1975), deutsche Fernseh- und Hörfunkmoderatorin, Autorin und Schauspielerin, stirbt 41-jährig.
- 18. Juli: Ossy Kolmann (* 1928), österreichischer Schauspieler und Kabarettist, stirbt 88-jährig in Wien.
- 9. August: Gerhard Tötschinger (* 1946), österreichischer Schauspieler, Autor, Intendant und Moderator (Quiz in Rot-Weiß-Rot, 1978–1988), stirbt 70-jährig.
- 1. September: Friedrich Schütze-Quest (* 1943), deutscher Journalist und Featureautor, stirbt 72-jährig.[18]
- 17. September: Günter-Peter Ploog (* 1948), deutscher Sportreporter und Fernseh-Produzent, stirbt 68-jährig.
- 8. Oktober: Hans Scheicher (* 1931), deutscher Journalist, Auslandskorrespondent und Nachrichtenmoderator, stirbt 85-jährig.
- 21. Oktober: Manfred Krug (* 1937), deutscher Schauspieler (Liebling Kreuzberg, 1986–1998), stirbt 79-jährig.